# Ai Ogura
Ai Ogura (小椋 藍, Ogura Ai), né le 26 janvier 2001 à Saitama, est un pilote de vitesse moto japonais. Il décroche le titre de champion du monde en catégorie Moto2 en 2024.

## Biographie
Ogura commence à courir avec des pocket-bike dans les compétitions nationales en 2009. En 2015, il s'engage en Asia Talent Cup et l'année suivante, il participe à la MotoGP Rookies Cup. En 2017 et 2018, le Japonais rejoint la catégorie Moto3 du championnat de vitesse moto espagnol. En 2018, il fait également ses débuts en championnat du monde Moto3 en tant que wild card aux Grand Prix d'Espagne, des Pays-Bas, d'Allemagne et d'Autriche sur une Honda NSF 250R, marquant un point.
En 2019, il devient pilote titulaire de l'équipe Asia Talent Cup, qui lui confie une Honda. Son coéquipier est Kaito Toba. Son meilleur résultat est une quatrième place en Malaisie. Il termine la saison à la 10e place avec 109 points. Lors de cette même saison, il est contraint de manquer le Grand Prix d'Italie en raison de séquelles liées à un accident lors de la précédente épreuve en France. Il est remplacé par l'Indonésien Gerry Salim.
En 2020, Ogura reste dans la même équipe et est rejoint par Yuki Kunii. Il obtient deux deuxièmes places (Espagne et Saint-Marin ), cinq troisièmes places (Qatar, République tchèque, Styrie, Émilie-Romagne et Europe) et une pole position au Grand Prix de Saint-Marin, puis termine 3e du championnat avec 170 points.
Il devient champion du monde Moto2 2024 à l'issue du Grand Prix de Thaïlande.

## Statistiques

### Par saison
(Mise à jour après le  Grand Prix moto d'Indonésie 2024)
| Sais  | Cat.  | Moto       | Equipe                   | Course | Vict | Pod | Pole | M.tour | Pts   | Class | Titre |
| ----- | ----- | ---------- | ------------------------ | ------ | ---- | --- | ---- | ------ | ----- | ----- | ----- |
| 2018  | Moto3 | Honda      | Asia Talent Team         | 4      | 0    | 0   | 0    | 0      | 1     | 36e   | -     |
| 2019  | Moto3 | Honda      | Honda Team Asia          | 18     | 0    | 1   | 0    | 1      | 109   | 10e   | -     |
| 2020  | Moto3 | Honda      | Honda Team Asia          | 15     | 0    | 7   | 1    | 1      | 169   | 3e    | -     |
| 2021  | Moto2 | Kalex      | Idemitsu Honda Team Asia | 17     | 0    | 1   | 0    | 1      | 120   | 8e    | -     |
| 2022  | Moto2 | Kalex      | Idemitsu Honda Team Asia | 20     | 3    | 7   | 3    | 1      | 242   | 2e    | -     |
| 2023  | Moto2 | Kalex      | Idemitsu Honda Team Asia | 18     | 0    | 3   | 0    | 0      | 137.5 | 9e    | -     |
| 2024  | Moto2 | Boscoscuro | MT Helmets – MSi         | 12     | 3    | 6   | 1    | 0      | 208*  | 1er*  | -     |
| Total |       |            |                          | 104    | 6    | 25  | 5    | 4      | 987.5 |       | 0     |

### Par catégorie
(Mise à jour après le  Grand Prix moto d'Indonésie 2024)
| Catégorie | Saison    | 1er GP   | 1er Podium | 1er victoire | Course | Victoire | Podiums | Pole | M.Tour | Points | Titres |
| --------- | --------- | -------- | ---------- | ------------ | ------ | -------- | ------- | ---- | ------ | ------ | ------ |
| Moto3     | 2018-2020 | ESP 2018 | ARA 2019   |              | 37     | 0        | 8       | 1    | 2      | 280    | 0      |
| Moto2     | 2021-...  | QAT 2021 | AUT 2021   | ESP 2022     | 67     | 6        | 17      | 4    | 2      | 707.5  | 0      |
| Total     | 2018-...  |          |            |              | 104    | 6        | 25      | 5    | 4      | 987.5  | 0      |

### Par course
| Sais | Cat    | Moto       | 1      | 2       | 3       | 4       | 5       | 6      | 7       | 8       | 9       | 10     | 11      | 12     | 13      | 14    | 15      | 16     | 17      | 18     | 19      | 20      | 21  | 22  | Clas | Pts   |
| ---- | ------ | ---------- | ------ | ------- | ------- | ------- | ------- | ------ | ------- | ------- | ------- | ------ | ------- | ------ | ------- | ----- | ------- | ------ | ------- | ------ | ------- | ------- | --- | --- | ---- | ----- |
| 2018 | Moto3  | Honda      | QAT    | ARG     | AME     | SPA 15  | FRA     | ITA    | CAT     | NED 23  | GER Ab. | CZE    | AUT 20  | GBR    | RSM     | ARA   | THA     | JPN    | AUS     | MAL    | VAL     |         |     |     | 36e  | 1     |
| 2019 | Moto3  | Honda      | QAT 11 | ARG 17  | AME 11  | SPA 9   | FRA Ab. | ITA    | CAT 6   | NED 6   | GER 7   | CZE 6  | AUT 12  | GBR 10 | RSM Ab. | ARA 2 | THA Ab. | JPN 14 | AUS 14  | MAL 4  | VAL 10  |         |     |     | 10e  | 109   |
| 2020 | Moto3  | Honda      | QAT 3  | SPA 2   | AND Ab. | CZE 3   | AUT 4   | STY 3  | RSM 2   | EMR 3   | CAT 11  | FRA 9  | ARA 14  | TER 9  | EUR 3   | VAL 8 | POR 9   |        |         |        |         |         |     |     | 3e   | 169   |
| 2021 | Moto2  | Kalex      | QAT 17 | DOA 5   | POR Ab. | SPA 7   | FRA 7   | ITA 6  | CAT Ab. | GER Ab. | NED 6   | STY 5  | AUT 2   | GBR 9  | ARA 8   | RSM 7 | AME 7   | EMI 9  | ALR Ab. | VAL    |         |         |     |     | 8e   | 120   |
| 2022 | Moto2  | Kalex      | QAT 7  | INA 6   | ARG 3   | AME 2   | POR Ab. | SPA 1  | FRA 5   | ITA 3   | CAT 7   | GER 8  | NED 2   | GBR 4  | AUT 1   | RSM 5 | ARA 4   | JPN 1  | THA 6   | AUS 11 | MAL Ab. | VAL Ab. |     |     | 2e   | 242   |
| 2023 | Moto2  | Kalex      | POR    | ARG DNS | AME 15  | SPA Ab. | FRA 9   | ITA 15 | GER 14  | NED 2   | GBR 8   | AUT 3  | CAT 7   | RSM 5  | IND 21  | JPN 2 | INA 17  | AUS 15 | THA 5   | MAL 4  | QAT 4   | VAL 11  |     |     | 9e   | 137.5 |
| 2024 | Moto2  | Boscoscuro | QAT 4  | POR 5   | AME 7   | SPA 6   | FRA 2   | CAT 1  | ITA 5   | NED 1   | GER 3   | GBR 14 | AUT DNS | ARA 8  | RSM 1   | EMI 4 | INA 2   | JPN 2  | AUS 4   | THA 2  | MAL Ab. | SLD 4   |     |     | 1er  | 274   |
| 2025 | MotoGP | Aprilia    | THA 54 | ARG DSQ | AME 9   | QAT     | ESP     | FRA    | GBR     | ARA     | ITA     | NED    | ALL     | TCH    | AUT     | HON   | CAT     | RSM    | JPN     | IND    | AUS     | MAL     | POR | VAL | 6e*  | 25*   |

*Saison en cours

## Palmarès

### Victoires en Moto2: 6
| Année | Lieu du Grand Prix             | Circuit                            | Ville                |
| ----- | ------------------------------ | ---------------------------------- | -------------------- |
| 2022  | Grand Prix moto d'Espagne      | Circuit de Jerez                   | Jerez de la Frontera |
| 2022  | Grand Prix moto d'Autriche     | Circuit de Spielberg               | Spielberg            |
| 2022  | Grand Prix moto du Japon       | Circuit de Motegi                  | Motegi               |
| 2024  | Grand Prix moto de Catalogne   | Circuit de Barcelone               | Montmeló             |
| 2024  | Grand Prix moto des Pays-Bas   | Circuit d'Assen                    | Assen                |
| 2024  | Grand Prix moto de Saint-Marin | Circuit de Misano Marco-Simoncelli | Misano Adriatico     |